# Добростани (зупинний пункт)
Доброста́ни — залізничний пасажирський зупинний пункт Львівської дирекції залізничних перевезень Львівської залізниці.
Розташований неподалік від села Добростани Яворівського району Львівської області на лінії Затока — Яворів між станціями Затока (7 км) та Янтарна (8 км).
Станом на липень 2025 року щодня одна пара електропоїзда прямує за напрямком Львів — Шкло-Старжиська — Львів.